# Thống kê kinh doanh
Thống kê kinh doanh là một bộ môn khoa học đưa ra quyết định tốt khi phải đối mặt với các tình huống không chắc chắn và được sử dụng trong nhiều ngành như phân tích tài chính, kinh tế lượng, kiểm toán, sản xuất và vận hành bao gồm cải tiến dịch vụ và nghiên cứu thị trường.
Thống kê kinh doanh nghiên cứu hiện tượng số lớn để loại trừ ảnh hưởng của các yếu tố ngẫu nhiên.
Thống kê là phương pháp định lượng được sử dụng rộng rãi nhất trong kinh doanh. Nó là có liên quan với chiết xuất thông tin từ dữ liệu tốt nhất có thể để hỗ trợ quá trình ra quyết định. Nó thường được áp dụng để dự báo bán hàng, kiểm soát chất lượng và nghiên cứu thị trường. Dữ liệu được sử dụng trong kinh doanh bao gồm các cuộc tổng điều tra dân số, các cuộc thăm dò dư luận, cơ sở dữ liệu của người tiêu dùng, và doanh số bán hàng và dữ liệu nhu cầu. Vai trò của các nhà thống kê là xác định, cho một câu hỏi nhất định, các loại dữ liệu đó là cần thiết, cách nó phải được thu thập và làm thế nào nó nên được phân tích để tốt nhất trả lời câu hỏi.
Thống kê đã được mô tả như là "khoa học của việc học từ dữ liệu". Điều này bao gồm tất cả mọi thứ từ lập kế hoạch cho việc thu thập dữ liệu và quản lý dữ liệu tiếp theo để hoạt động như đưa ra suy luận từ dữ liệu và trình bày kết quả.
Thống kê làm việc trong các doanh nghiệp cần phải có những kỹ năng sau:

• thể hiện một câu hỏi chung được đặt ra như là một câu hỏi thống kê;

• phải làm quen với một loạt các kỹ thuật thường được sử dụng và các mô hình nằm dưới chúng;

• phải làm quen với nền tảng toán học thường sử dụng kỹ thuật thống kê trong phạm vi có thể để làm cho sửa đổi đơn giản trong những tình huống thích hợp;

• có thể sử dụng phần mềm thống kê để thực hiện các tính toán có liên quan;

• được trang bị một loạt các kỹ thuật đồ họa để hiển thị dữ liệu;

• hiểu được phạm vi và giới hạn của suy luận thống kê và vai trò thích hợp của nó trong quá trình điều tra;

• có thể quyết định làm thế nào để có được một mẫu phù hợp dữ liệu;

• có thể suy nghĩ rõ ràng và mạch lạc;

• có thể làm việc hiệu quả như là một cá nhân hoặc hợp tác với những người khác;

• có thể hoàn thành nhiệm vụ được giao theo đúng tiến độ;

• có thể viết rõ ràng và chính xác.